# 秀美鮭脂鯉
秀美鮭脂鯉，為輻鰭魚綱脂鯉目脂鯉亞目頂器脂鯉科的其一種，分布於南美洲亞馬遜河、奧里諾科河上游流域，體長可達2.2公分，棲息在底中層水域，生活習性不明。